# Diospyros rostrata
Diospyros rostrata är en tvåhjärtbladig växtart som först beskrevs av Elmer Drew Merrill, och fick sitt nu gällande namn av Bakh. Diospyros rostrata ingår i släktet Diospyros och familjen Ebenaceae. Inga underarter finns listade i Catalogue of Life.